# Sovico
Sovico is een gemeente in de Italiaanse provincie Monza e Brianza (regio Lombardije) en telt 7329 inwoners (31-12-2004). De oppervlakte bedraagt 3,2 km², de bevolkingsdichtheid is 2255,07 inwoners per km².

## Demografie
Sovico telt ongeveer 2913 huishoudens. Het aantal inwoners steeg in de periode 1991-2001 met 2,4% volgens cijfers uit de tienjaarlijkse volkstellingen van ISTAT.
| Jaar | Inwoneraantal |
| ---- | ------------- |
| 1991 | 6875          |
| 2001 | 7043          |

## Geografie
De gemeente ligt op ongeveer 221 m boven zeeniveau.
Sovico grenst aan de volgende gemeenten: Triuggio, Albiate, Macherio, Lissone.